# Igreja Ortodoxa Autocéfala da Bielorrússia
A Igreja Ortodoxa Autocéfala da Bielorrússia (em bielorrusso:  Беларуская аўтакефальная праваслаўная царква, em Łacinka Biełaruskaja aŭtakiefalnaja pravasłaŭnaja carkva; em inglês:  Belarusian Autocephalous Orthodox Church, abreviado BAOC) é uma jurisdição ortodoxa não canônica que aspira ser a igreja nacional da Bielorrússia. A sede da Igreja é a Catedral de São Cirilo de Turove, em Nova Iorque.
Seu Primaz é o Metropolita Esviatoslau (Łohin), Arcebispo de Navahradak e da América do Norte, desde 11 de maio de 2008.

## História
A Igreja Ortodoxa Autocéfala da Bielorrússia foi iniciada por crentes ortodoxos que inicialmente pertenciam à Igreja Ortodoxa Polonesa, que recebeu autocefalia de Constantinopla após a Primeira Guerra Mundial. Em 23 de julho de 1922, em um sínodo em Minsque, foi fundada a "Metropolia Autocéfala Ortodoxa Bielorrussa".
A Igreja Ortodoxa Autocéfala da Bielorrússia sobreviveu até 1938, quando foi destruída pelos Bolcheviques. Foi revivida no final dos anos 1940. Em 5 de junho de 1948, um Concílio foi celebrado na cidade de Constança, anunciando a criação da Igreja Autocéfala Ortodoxa Bielorrussa e elegendo como Arcebispo Sérgio (Ochotenko).
Em 1949, o leigo Basílio (Tamaščuk) foi eleito Bispo do Igreja Ortodoxa Autocéfala da Bielorrússia. Após a permissão para a saída de emigrantes bielorrussos da Alemanha, o Arcebispo Sérgio partiu para a Austrália, e o Bispo Basílio para os EUA.
Desde a queda da União Soviética, tem tentado se restabelecer na Bielorrússia, onde a maioria dos cristãos ortodoxos pertence à jurisdição da Igreja Ortodoxa Bielorrussa do Patriarcado de Moscou.
Restabelecida nos Estados Unidos na segunda metade do século XX, o Metropolita Esviatoslau (Łohin) é o seu único bispo, com 3 paróquias nos EUA, 1 no Canadá, 3 na Austrália e 1 na Inglaterra. No território da Bielorrússia, há a paróquia de Santa Eufrosina de Polotsk em Minsque.